# Римские свечи (фильм)
«Римские свечи» (англ. Roman Candles) — короткометражный фильм Джона Уотерса, снятый в 1966 году.

## Сюжет
Фильм представляет собой (название — отсылка к салюту «римская свеча») фейерверк из различных новелл, практически никак не связанных между собой. Однако все они имеют одну общую тематику — религиозную: тут тебе и монахиня-наркоманка, и священник-алкоголик и прихожане, убегающие от психопата с электрошокером.

## В ролях
- Дивайн
- Мэлкам Соул
- Дэвид Локари
- Мона Монтгомери
- Мэри Вивиан Пирс
- Пэт Моран
- Минк Стоул
- Боб Скидмор

## Производство
Вдохновением для Уотерса стал фильм «Девушки из „Челси“» Энди Уорхола, который вышел в том же году. Съёмка проводилась на 8-мм киноплёнку, как и в вышеупомянутом фильме, Уотерс использовал три прожектора одновременно.
Для участия в фильме режиссёр пригласил своего друга дрэг-квин Дивайн, для которой эта работа стала дебютной.

## Релиз
Премьерный показ фильма прошёл в местной церкви, что ничуть не смущало режиссёра, учитывая содержание картины. Уотерсу удалось даже попасть в местные газеты, где его жестко раскритиковали, но это сыграло свою роль и молодого режиссёра заметили. В том же году образовывается труппа «Dreamlanders», без которой позднее не обойдется ни один фильм маэстро.
Из-за того, что Мона Монтгомери, тогдашняя девушка Уотерса, украла плёнку с картиной (прихватив и «Ведьма в чёрной кожаной куртке»), фильм долгое время не демонстрировался. Лишь в 2004 году он впервые за долгое время был показан на одном из ретроспективных фестивалей.